# رينيه بيليتو
رينيه بيليتو (بالفرنسية: René Belletto)‏ كاتب فرنسي ولد في 11 سبتمبر 1945 بليون في فرنسا. حصل على جائزة فيمينا الأدبية عام 1986.

## روابط خارجية
- رينيه بيليتو على موقع IMDb (الإنجليزية)
- رينيه بيليتو على موقع ألو سيني (الفرنسية)
- رينيه بيليتو على موقع أول موفي (الإنجليزية)
- رينيه بيليتو على موقع قاعدة بيانات الفيلم (الإنجليزية)
- رينيه بيليتو على موقع كينوبويسك (الروسية)